# Bonifaz Wohlmut

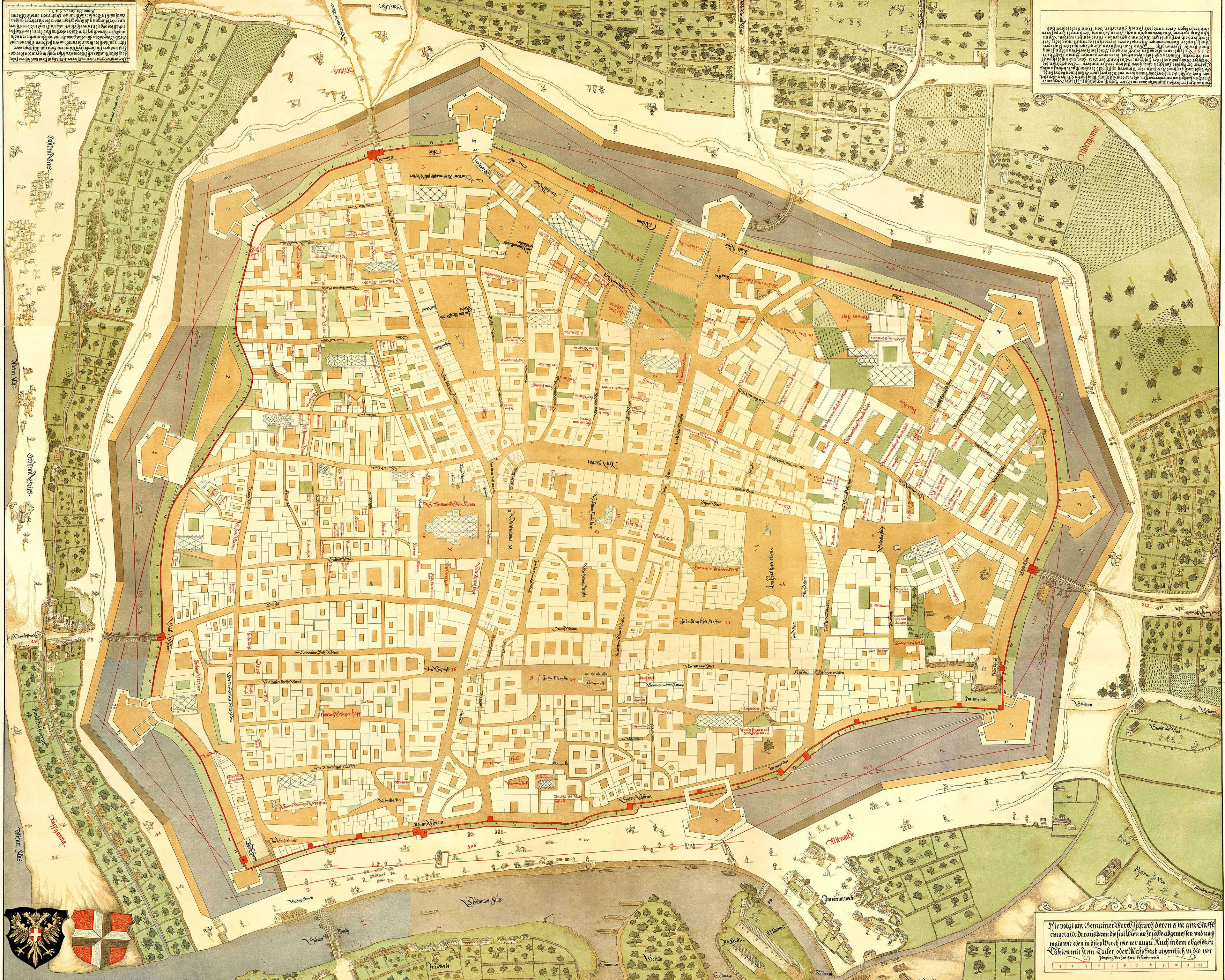
Wolmuet-Plan der Stadt Wien und ihrer Befestigungsanlagen (1547)

Bonifaz Wohlmut (auch Wohlmuth oder Wolmuet) (vor 1510 in Überlingen; † April 1579 in Prag) war ein deutscher Steinmetz, Baumeister und Architekt, der in Wien und Prag wirkte. Seit 1549 als Hofbaumeister am Hofe von Ferdinand I. in Wien und von 1559 bis 1570 als kaiserlicher Baumeister in Prag war er verantwortlich für alle Bauten auf der Prager Burg und die königlichen Bauten in der Umgebung von Prag. Sein Stil war geprägt durch die Spätgotik und die Renaissance.

## Leben

### Wien
Bonifaz Wohlmut stammte aus Überlingen am Bodensee (nördlich von Konstanz). Seit 1522 war er in Wien tätig.
Er war beteiligt am Bau der Domkirche St. Stephan in Wien, der Stadtbefestigungen und der Wiener Hofburg. 1543 erhielt er als Steinmetz das Bürgerrecht in Wien, 1546 erwarb seine Frau Anna ein halbes Haus in der Strauchgasse (damals Strauchgässel). 1547 wählte ihn das Wiener Steinmetz- und Maurerhandwerk zu ihrem Zechmeister. Als Steinmetz und selbständiger Baumeister wurde er dem Kartographen und Festungstechniker Augustin Hirschvogel für dessen Rundplan der Stadt Wien zugeordnet, er schuf im selben Jahr auch einen eigenen Stadtplan; (die trigonometrische Priorität gebührt jedoch Hirschvogel).
1549 befragte ihn – bereits Königl. Maj. Baumeister geworden – die Hofkammer um seine Meinung beim Bau der Wiener Hofburg. Als ihn nach Hans Tschertes Tod die Hofkammer im September 1552 für die Stelle eines leitenden Baumeisters der niederösterreichischen Bauten vorschlug, lehnte dies der Kaiser ab. Vielleicht weil er beabsichtigte Wohlmut in Prag zu beschäftigen.
1555 kaufte Wohlmut den Pempflingerhof, den er 1565 umgestalten ließ. 1575 wurde er in Wien letztmals erwähnt.

### Prag
Vom 30. Jänner 1559 bis 15. April 1570 war Wohlmut als kaiserlicher Baumeister Urheber und Mitschöpfer aller Bauten dieses Zeitraumes auf dem Hradschin.
Durch die Zusammenarbeit mit italienischen Architekten in Prag wurden ihm die Ideen des Architekturtheoretikers Andrea Palladio vermittelt. Er arbeitete seit 1556 am Bau des Lustschloss Stern bei Prag. Danach führte er die Umbauten am Alten Königspalast auf der Prager Burg durch, der im Jahr 1541 abgebrannt war. In den Jahren 1557–1560 errichtete er den nach ihm benannten 2-etagigen, spätgotischen Wohlmut-Chor im Prager Veitsdom. Auf dem Hauptturm dieser Kirche gestaltete er den Turmhelm mit einer Kuppel (1562). Er betreute die Fertigstellung des Belvedere im Königlichen Garten und baute in den Jahren 1567–1569 für Maximilian II. das Ballspielhaus.
Seit 1570 lebte er mit einer jährlichen Rente von 100 Thaler im Ruhestand und baute sich ein Haus in Pohořelec, das er allerdings im Jahre 1575 verkaufte und dafür ein Haus in der Prager Neustadt erwarb. Er starb 1579, wahrscheinlich als Witwer und kinderlos.

## Werke und Projekte
- Nach 1522 gemeinsam mit Michael Fröschl, Paul Kölbl und Hans Saphoy beim Bau des Stephansdoms in Wien
- Von 1530 bis 1546 neben Domenico dell’Allio an den Befestigungsbauten Wiens beteiligt, Leitung Hermes Schallautzer und Augustin Hirschvogel.
- Beteiligung am Ferdinandeischen Burgbau, besonders am südlichen Hofflügel des Schweizertraktes der Wiener Hofburg, mit Francesco de Pozzo, Hans Tscherte und Pietro Ferrabosco.
- Wolmuet-Plan zur Befestigung der Stadt Wien[8]
- Beteiligung am Umbau von Schloss Nelahozeves im Auftrag von Florian Griespek von Griespach (ab 1553)[9]
- Beteiligung am Bau von Schloss Stern (Hvězda) in Prag (1556–1558)
- Bauüberwachung und Kontrolle der königlichen Bauten, insbes. am Schloss Poděbrady (Podiebrad) (ab 1557)
- Schloss in Přerov nad Labem (Prerow an der Elbe), Umbau durch Bonifaz Wohlmut (1560), Matteo Borgorelli (1563) und Ettore de Vaccani (1574–1605), Fertigstellung durch den kaiserlichen Architekten Giovanni Maria Philippi (1606)
- Schloss Lysá nad Labem (Lissa an der Elbe) (1564), Umbau, zusammen mit Ulrico Aostalli de Sala (1520–1597)
- Wohlmut-Chor im Veitsdom in Prag (1559–1561), seit 1924 im nördlichen Querschiff
- Renaissance-Haube des Glockenturms am Veitsdom (1560–1562)
- Erneuerung und Wiederherstellung der gotischen Gewölbe des alten Landtagssaals (Stará sněmovna) und der Reitertreppe im alten Königspalast auf der Prager Burg (1559–1564)[10]
- Fertigstellung des Belvedere oder Lusthaus der Königin Anna auf der Prager Burg (1538–1565) von Paolo della Stella († 1552), fertiggestellt von Wohlmut
- Ballspielhaus auf der Prager Burg (1567–1569)[11]
- Entwurf für das Haus „Zu den zwei Goldenen Bären“ Nr. 475 in Prag (1559–1567)
- die ursprüngliche Orangerie in den königlichen Gärten Prag
- Vorschläge zum Umbau des Erzbischöflichen Palais in Prag (1562–1564) durch Bonifaz Wohlmut und Ulrico Aostalli
- Schloss Kaceřov im Okres Plzeň-sever (Bezirk Pilsen-Nord), Entwurf von Paolo della Stella, fertiggestellt von Wohlmut in den 1560er Jahren
- Neubau des Sternrippengewölbes in der Stiftskirche Mariä Himmelfahrt und Karl der Große im Augustiner-Chorherrenstift Prag-Karlshof in der Prager Neustadt (1575)
- Entwurf für den Renaissance-Umbau der Kirche St. Peter und Paul in Kralovice (Kralowitz), einschließlich der Grabkapelle der Griespek von Griespach (1575–1581)

## Bildergalerie

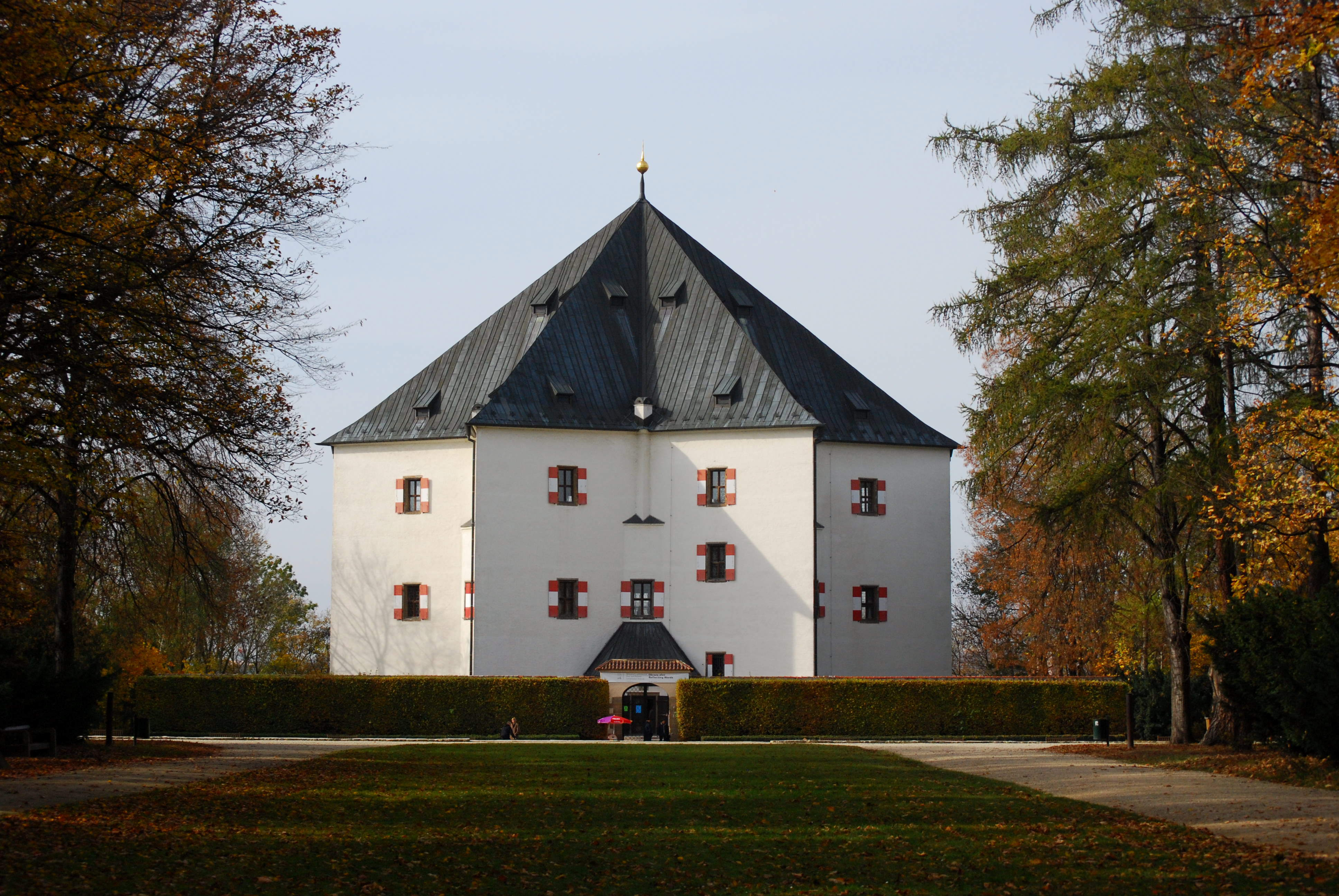
Lustschloss Stern bei Prag
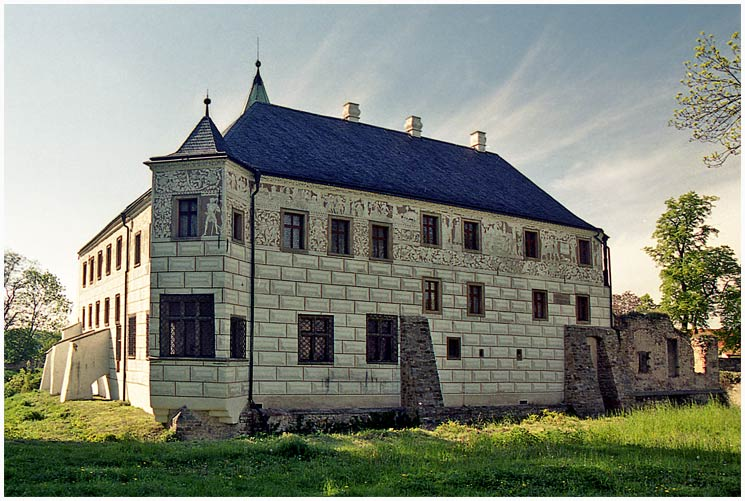
Schloss Přerov nad Labem
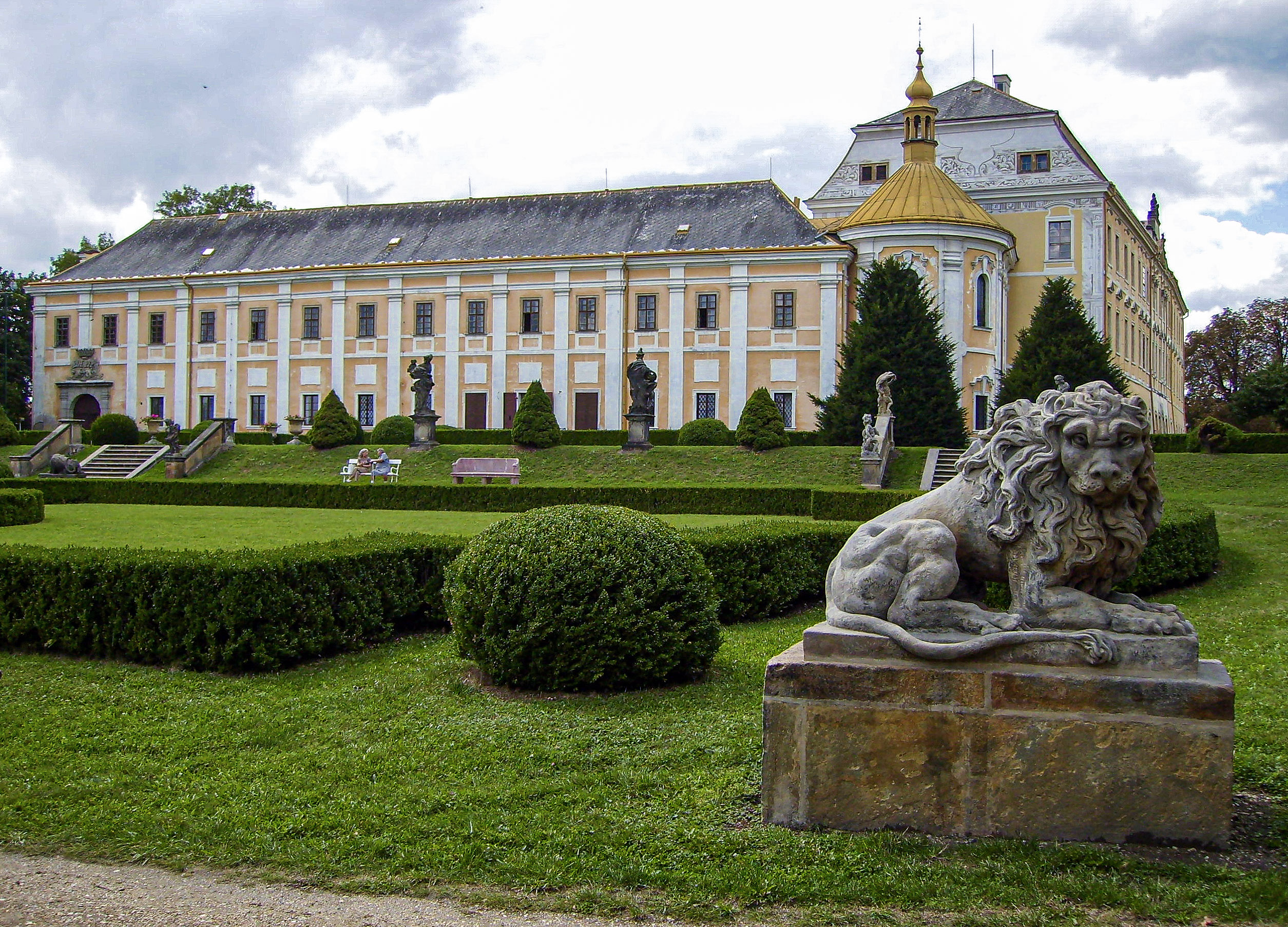
Schloss Lysá nad Labem
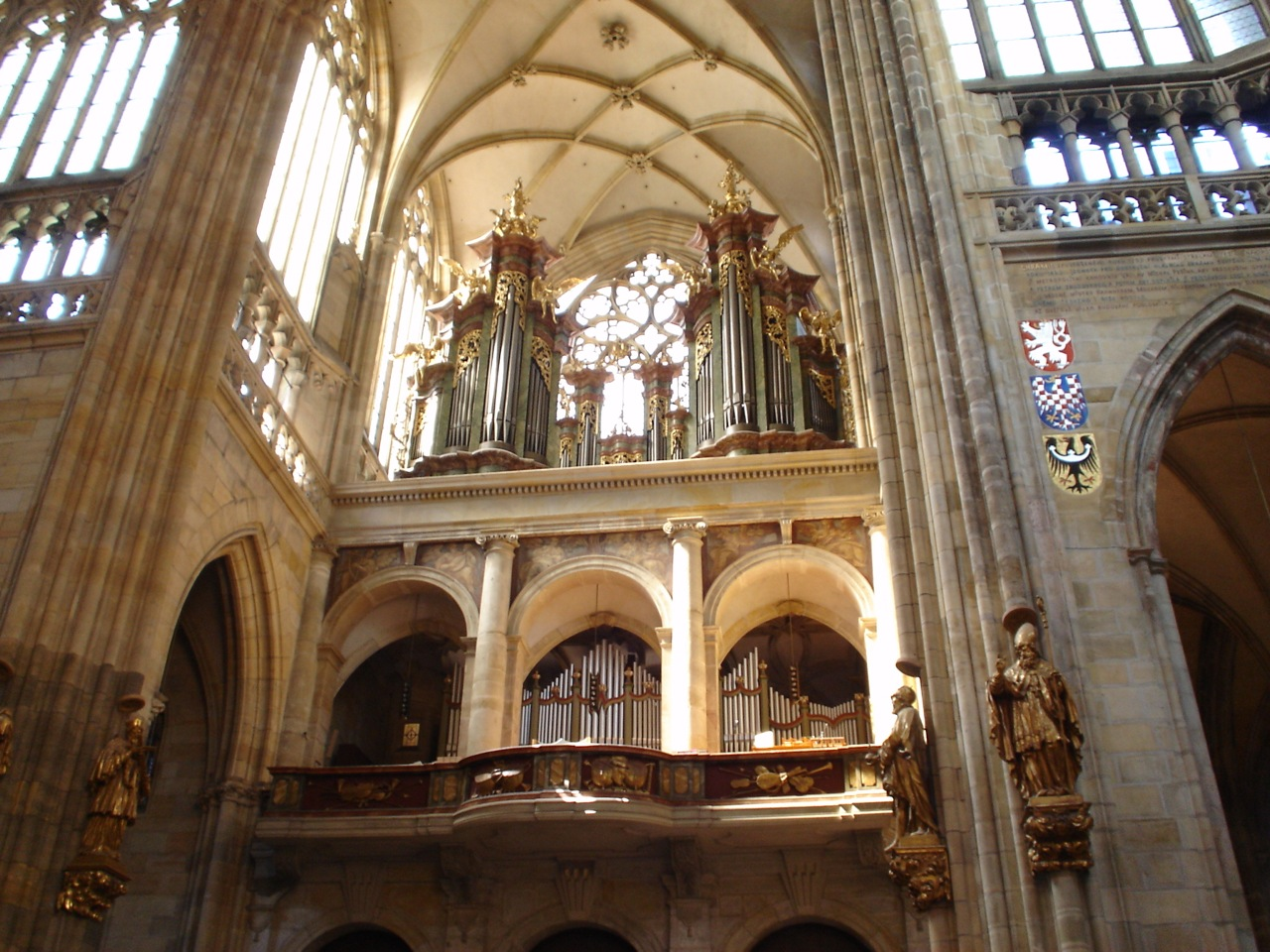
Wohlmut-Chor im Prager Veitsdom
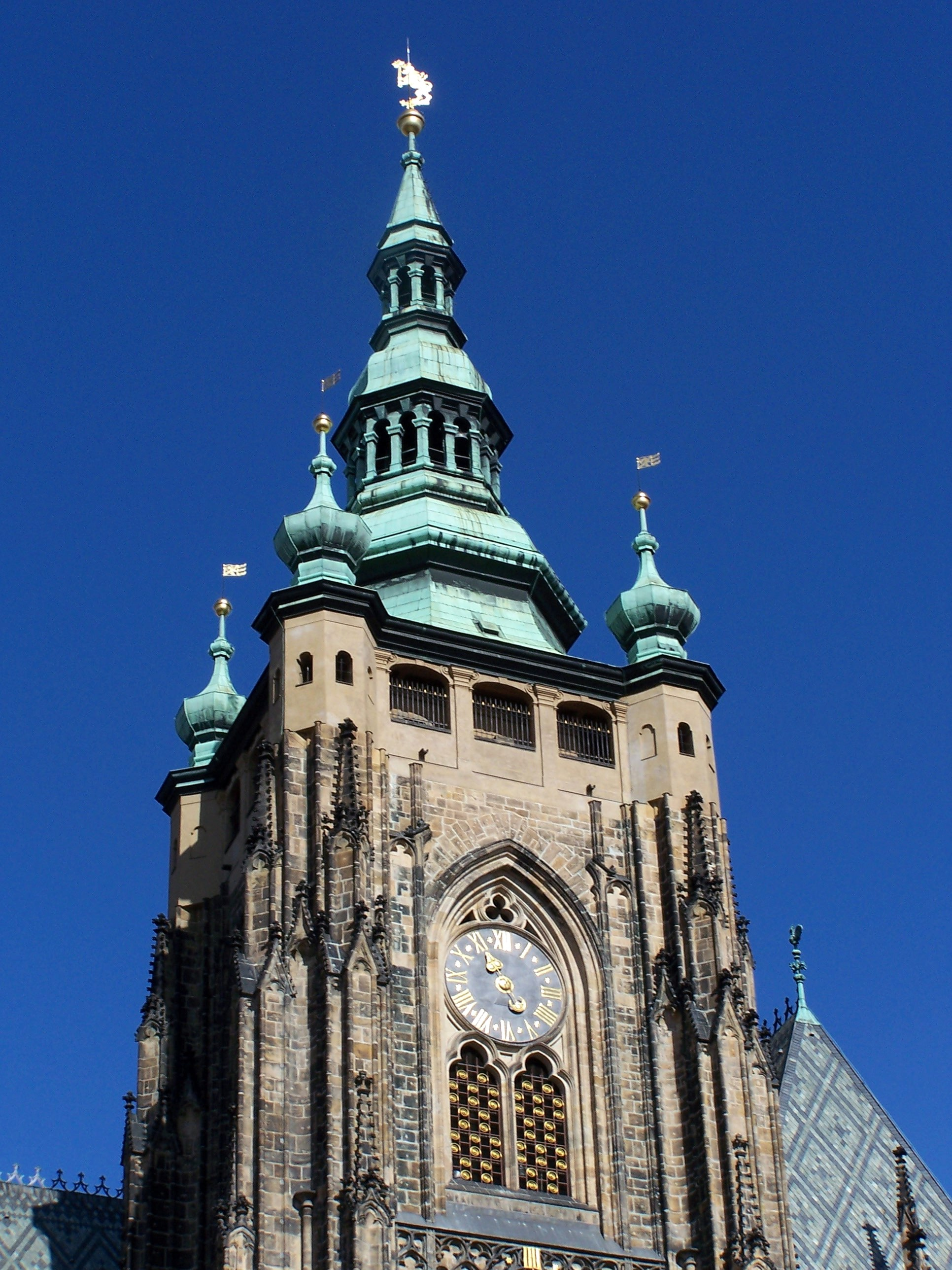
Turmhelm am Prager Veitsdom
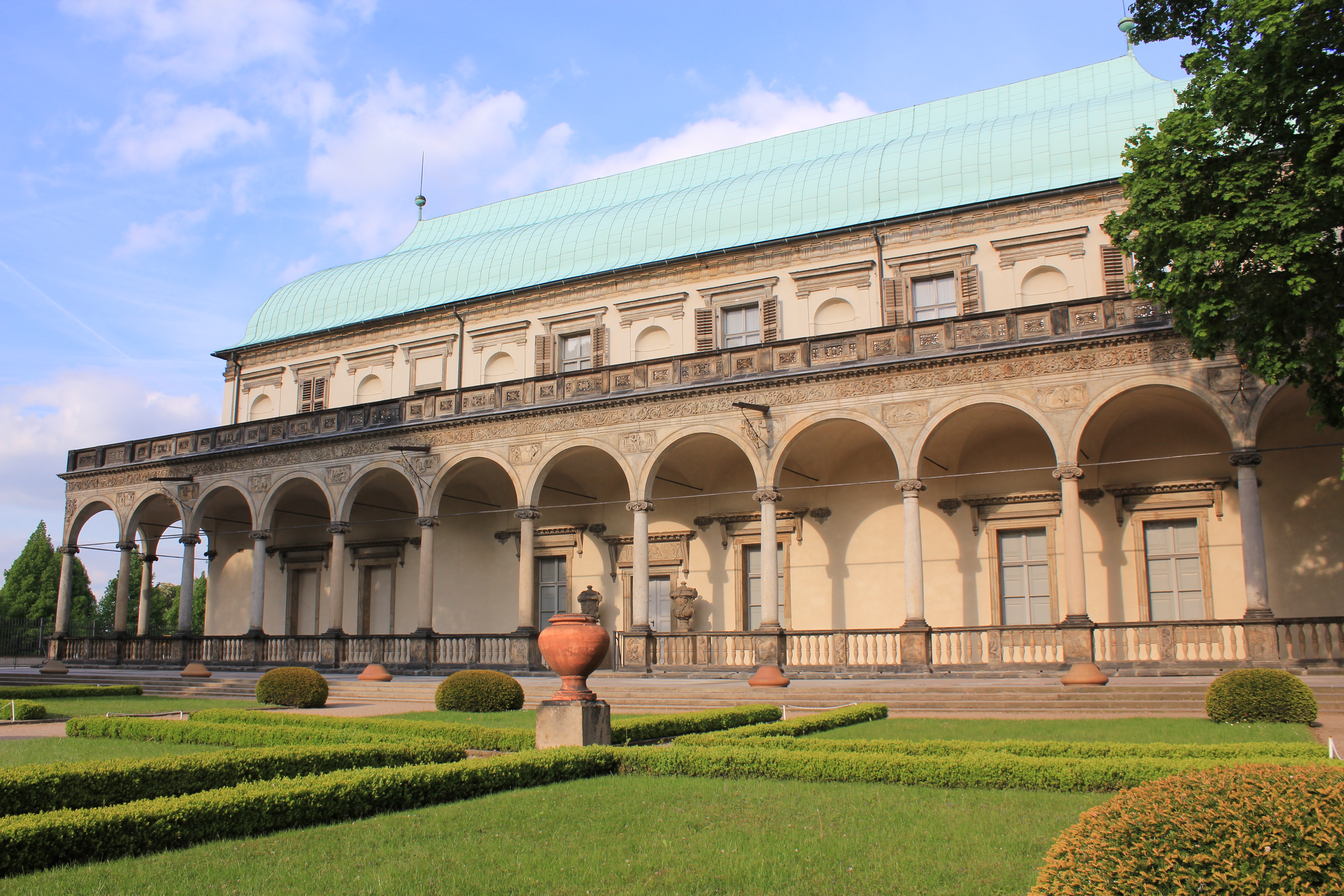
Fertigstellung des Belvedere (Lustschloss der Königin Anna)
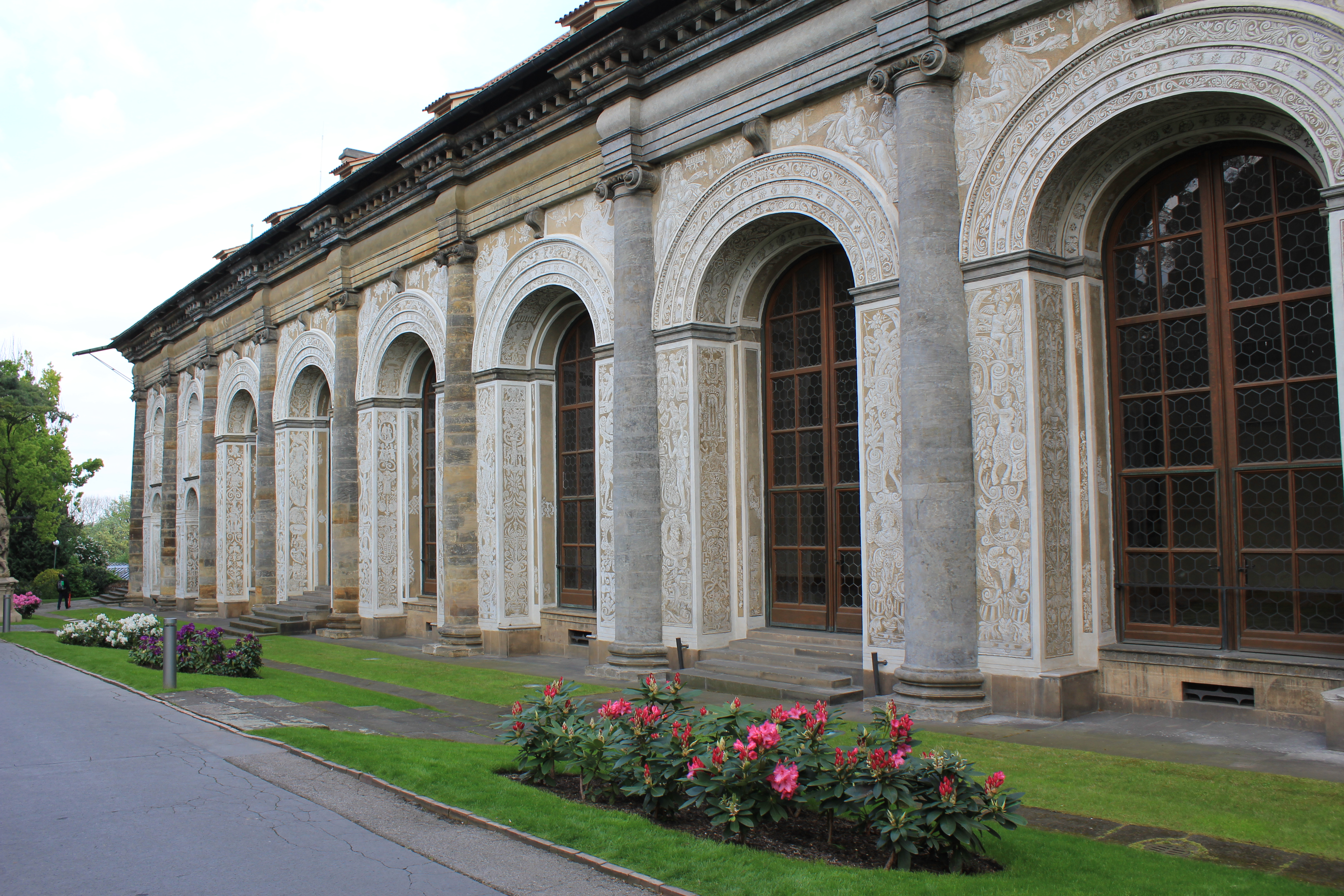
Ballspielhaus auf der Prager Burg
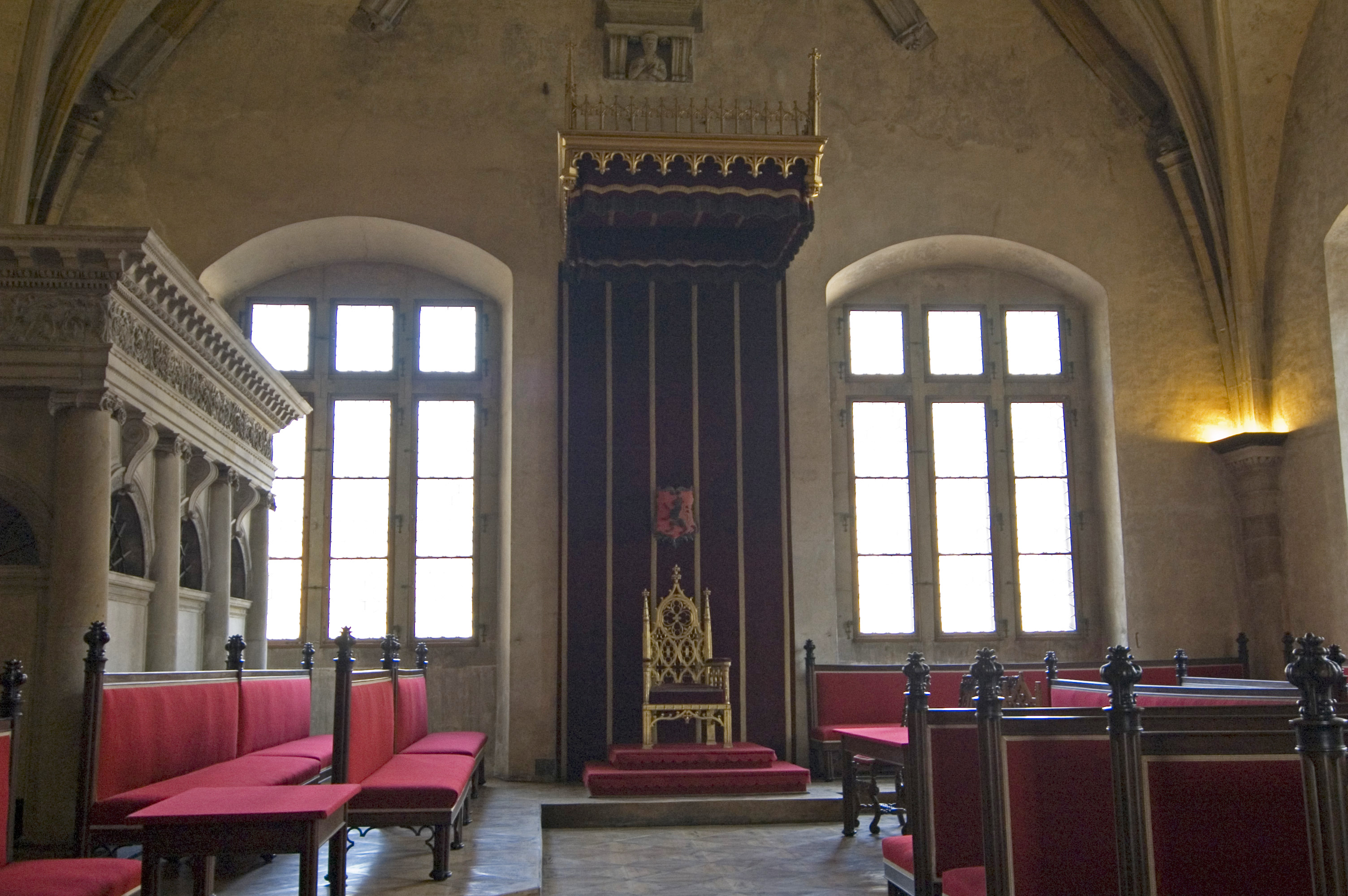
Landtagssaal im alten Königspalast auf der Prager Burg
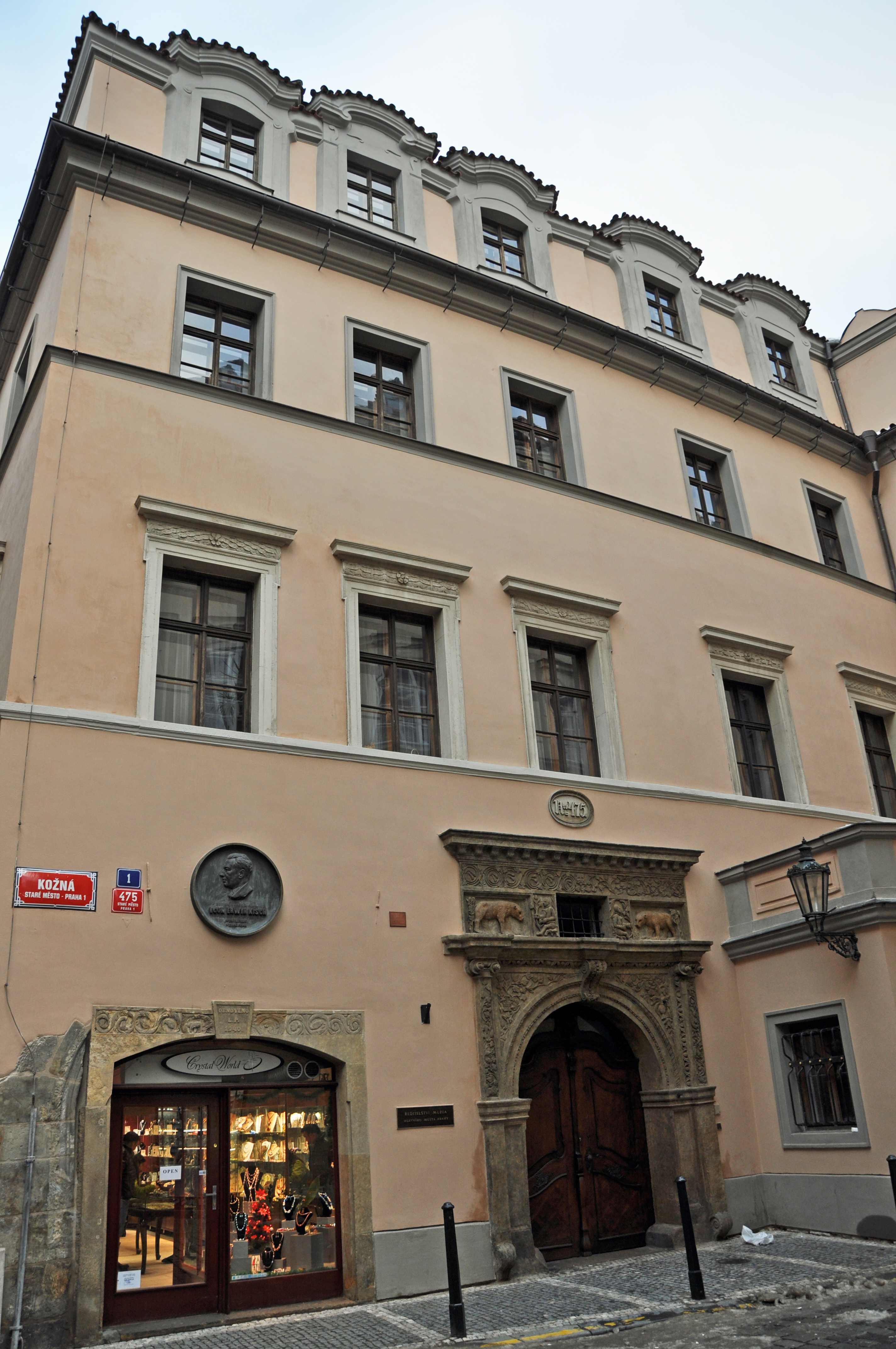
Haus zu den zwei Goldenen Bären in Prag
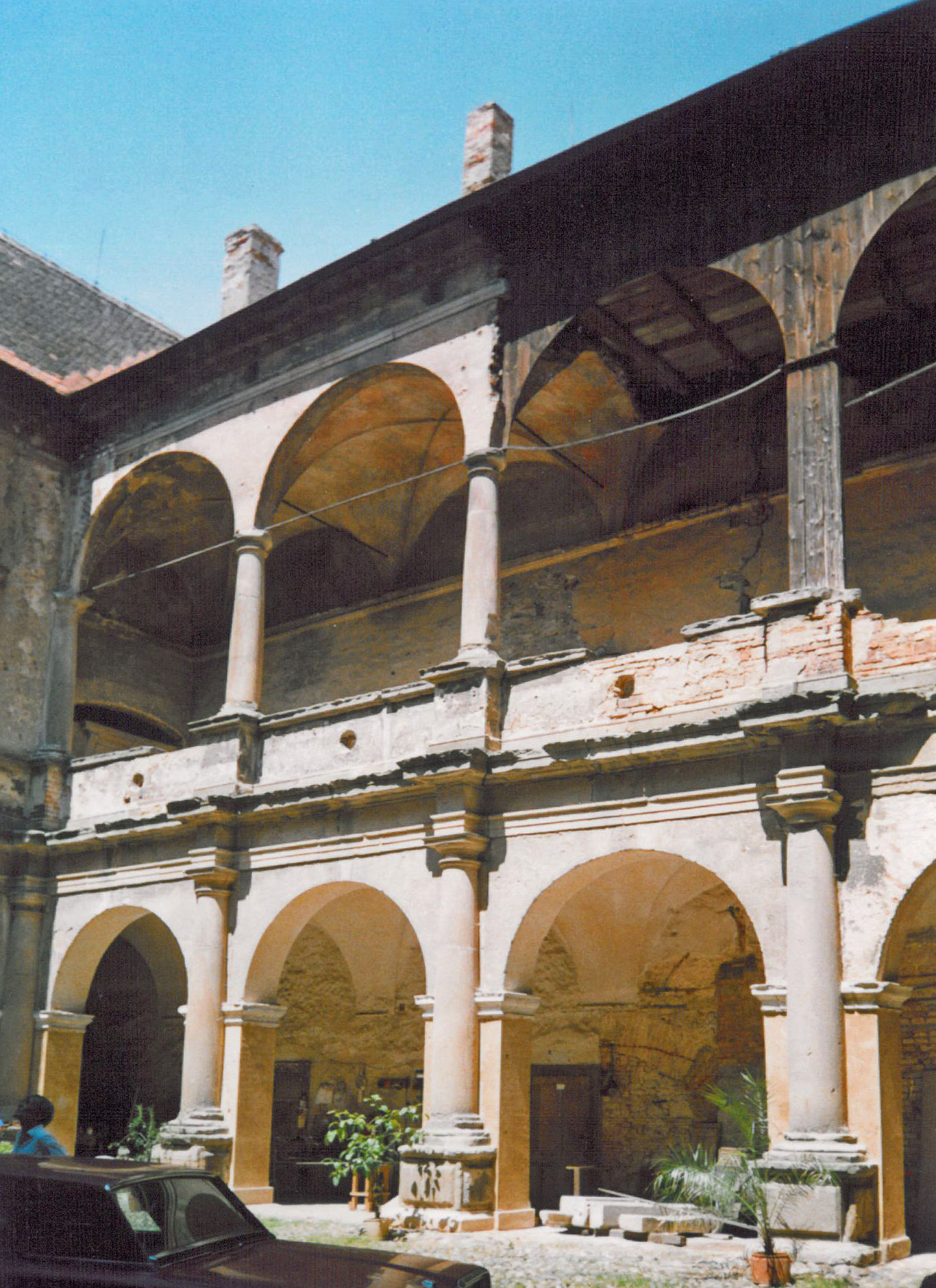
Schloss Kaceřov
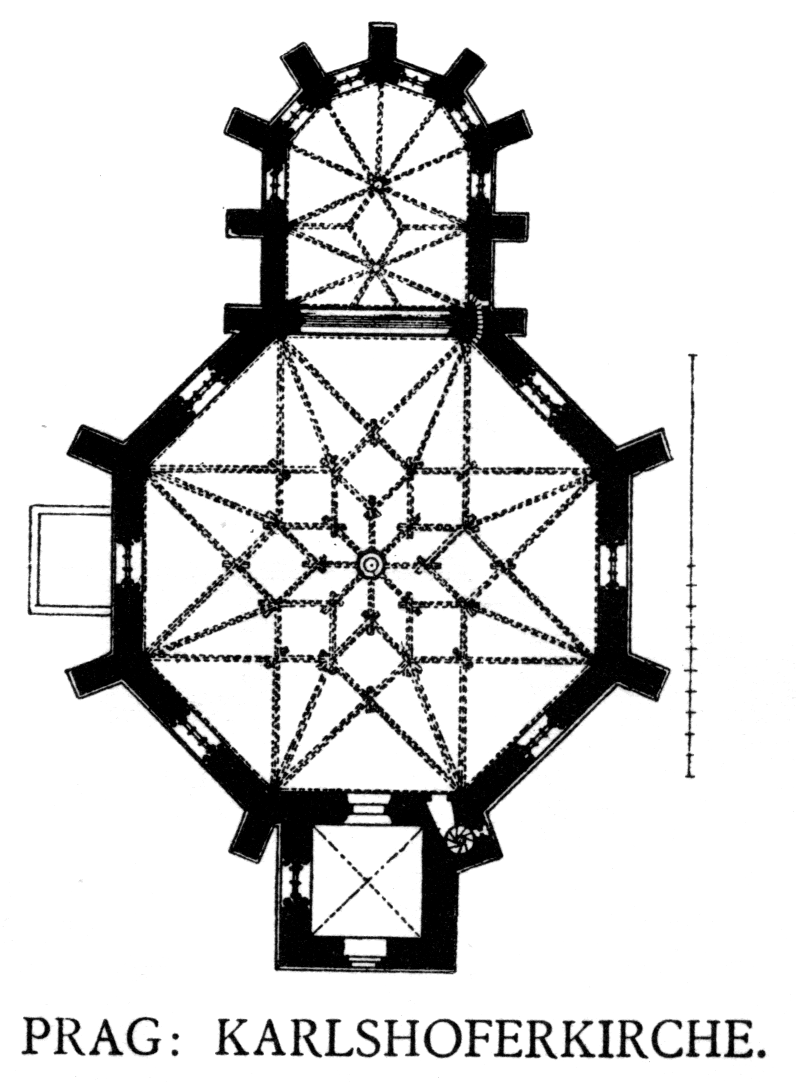
Sternrippengewölbe der Kirche am Karlshof
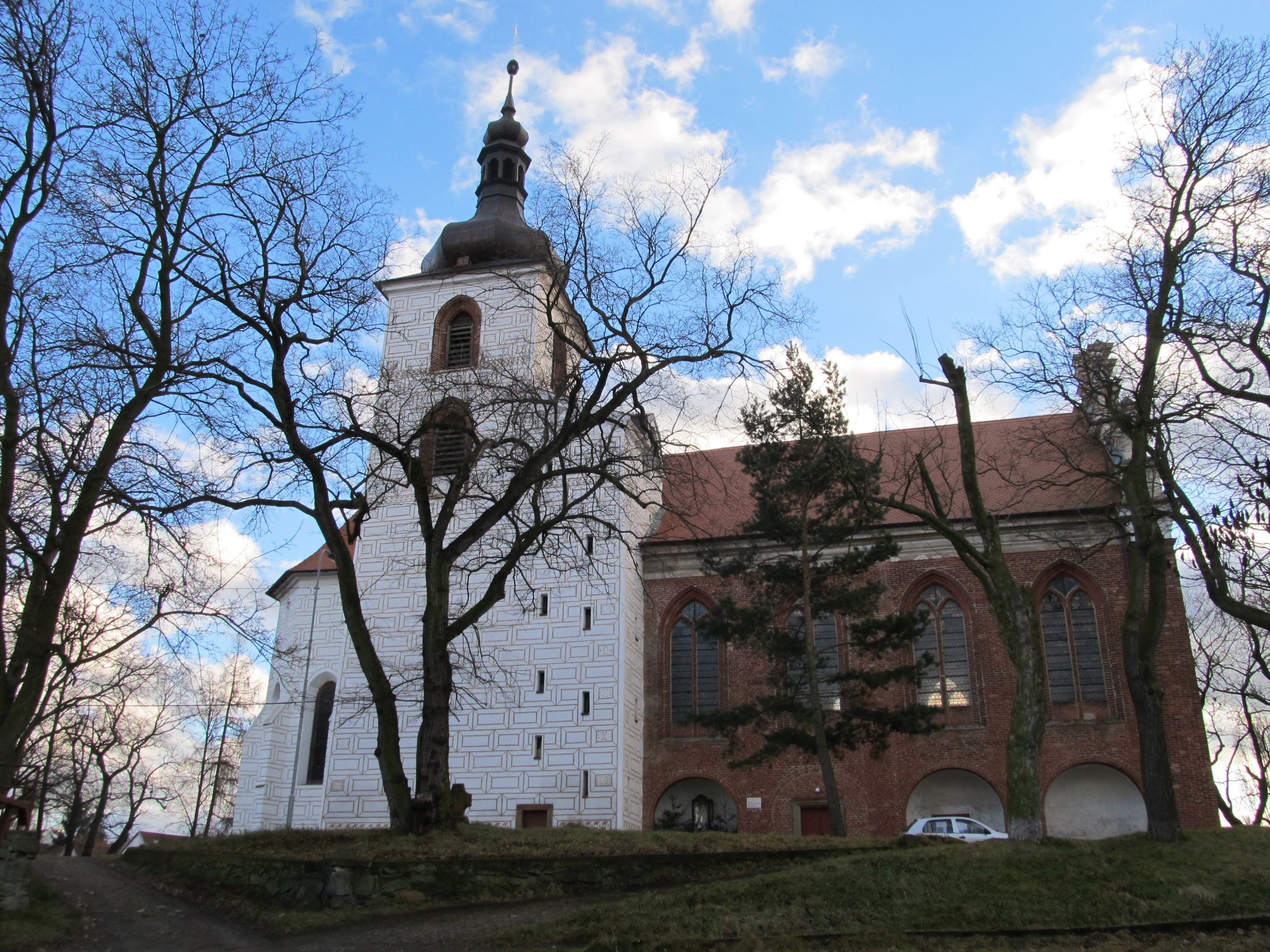
Kirche St. Peter und Paul in Kralovice

## Ehrung
Die Wohlmutstraße in Wien-Leopoldstadt, wurde 1899 nach Bonifaz Wohlmut benannt.